# گمینا میکستات
گمینا میکستات (به لهستانی:  Gmina Mikstat) یک گمینا در لهستان است که در شهرستان اوستژشوف واقع شده‌است. گمینا میکستات ۸۷٫۱۷ کیلومتر مربع مساحت و ۶٬۱۸۷ نفر جمعیت دارد.